# Escamandre (fill d'Oceà)
Escamandre (en grec antic Σκάμανδρος), va ser, segons la mitologia grega, un déu fluvial fill d'Oceà i de Tetis. Els déus olímpics l'anomenaven Xantos, "el groguenc", bé perquè les aigües eren d'aquest color, o bé perquè tenyien de groc la llana de les ovelles que s'hi banyaven. Es diu també, que Afrodita, abans de sotmetre's al judici de Paris, va submergir-hi la seva cabellera per fer-li adquirir reflexos daurats.
Escamandre vivia a Creta fins que va marxar de l'illa, juntament amb un gran nombre de seguidors, per la falta d'aliments que patien. Tot buscant terres fèrtils, va arribar a les costes de Frígia i van acampar al costat d'una muntanya (que van anomenar Ida, igual que la muntanya de Creta) i d'un riu (a qui el príncep posà el seu nom, Escamandre). Abans d'establir-se, van haver de lluitar contra els bebrics, però, després de derrotar-los, van començar l'edificació d'un primer assentament, que seria l'origen de Troia.
Escamandre es va casar amb la nimfa Idea i van tindre un fill anomenat Teucre, cabdill dels teucris i antecessor de molts herois troians. Molts anys més tard, Escamandre va tenir una altra filla anomenada Cal·lírroe que es va unir al rei Tros de la Tròade, rebesnet del mateix Escamandre.
A la Ilíada, Escamandre és un fill de Zeus. Té un paper en el combat d'Aquil·les contra els troians, ja que, indignat pel fet de rebre tants cadàvers i tanta sang al seu cabal, el riu vol posar una barrera a l'heroi i es desborda. Aquil·les està a punt d'ofegar-se, però aleshores intervé Hefest, que obliga al riu a tornar al seu curs normal, amb l'ajuda d'Hera i Atena.